# Eucharistein

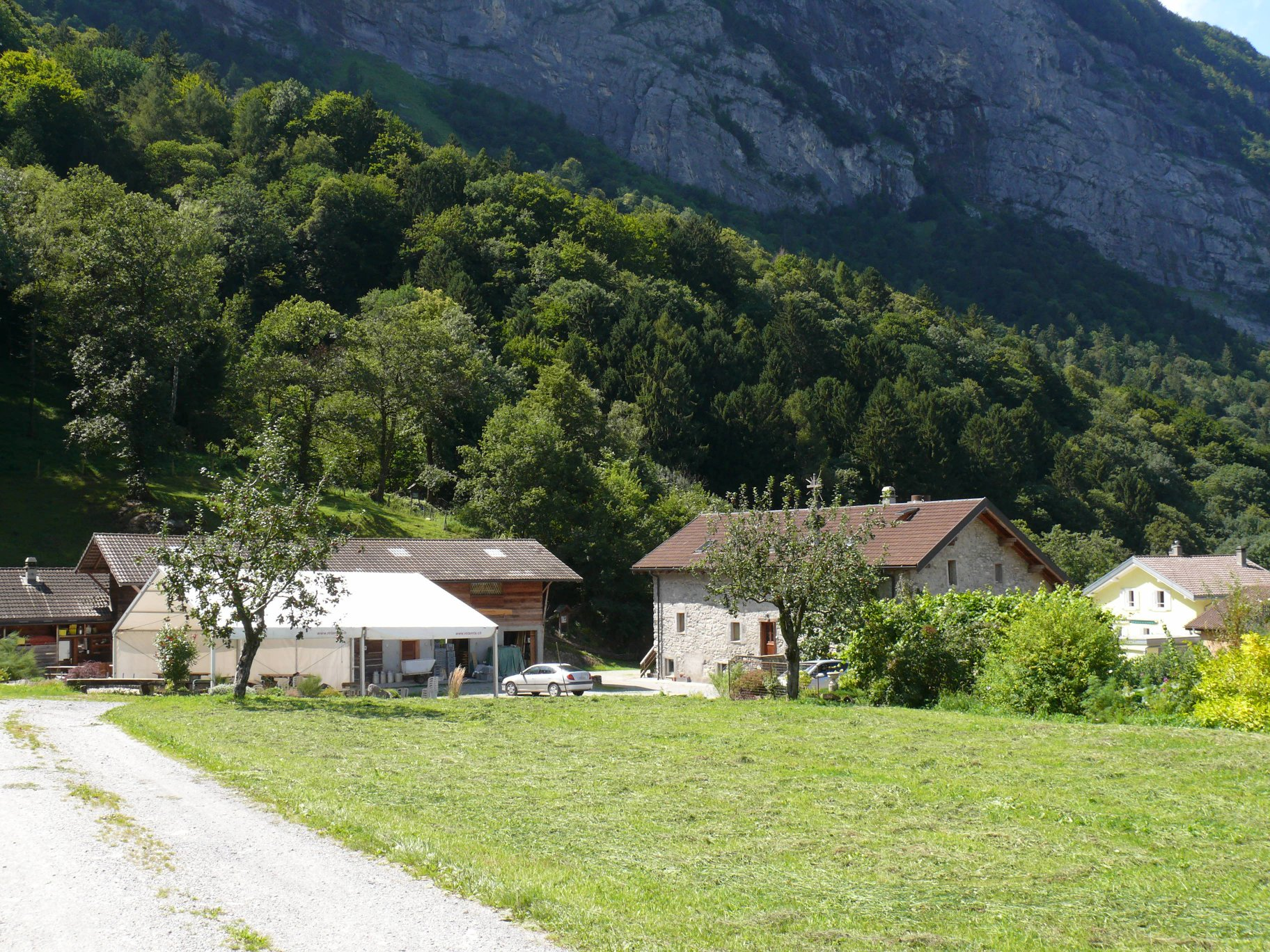
La maison d'Epinassey.

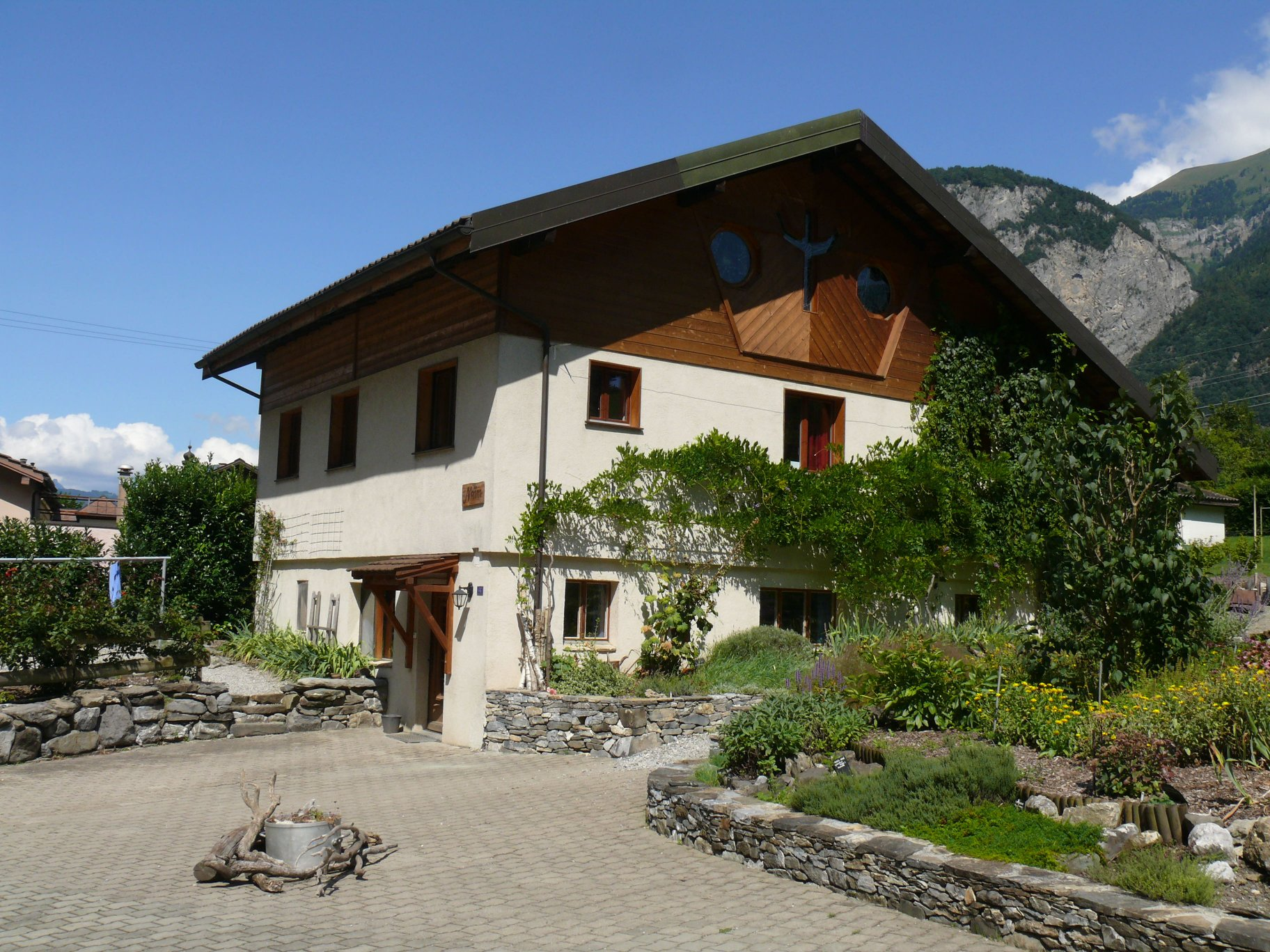
La maison d'Epinassey.

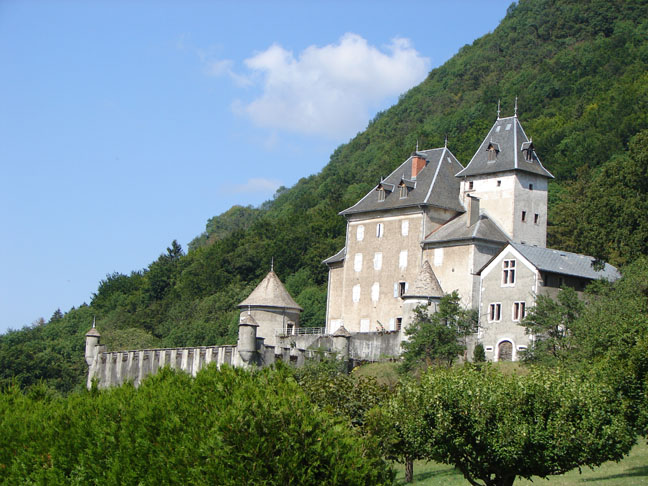
La maison de Saint-Jeoire.

La fraternité Eucharistein est une communauté religieuse catholique fondée en 1996 à Saint-Maurice, en Suisse, par Nicolas Buttet. Elle a fait l'objet d'une visite canonique en 2021 qui a révélé des dérives sectaires et a abouti à la mise à l'écart de son fondateur.

## Historique
Destiné à une carrière d’homme politique et d’avocat en Suisse, Nicolas Buttet est élu député du PDC à 23 ans. Il part travailler quelques années au Vatican puis devient en 1992 ermite dans le canton du Valais. La communauté est fondée en 1996 à Epinassey en Suisse. Son nom, Eucharistein provient du grec « rendre grâce » : l'adoration eucharistique y tient une place importante. En 2002, la communauté est accueillie dans le diocèse de Fréjus-Toulon au Château-Rima à La Martre dans le Var. Sans être passé par aucun séminaire, Nicolas Buttet est ordonné prêtre en 2003 par Dominique Rey, faute de pouvoir l'être dans son pays d'origine.
En 2004, Nicolas Buttet et la fraternité contribuent à la fondation de l'institut Philanthropos à Bourguillon, près de Fribourg. Une communauté y réside jusqu'à l'été 2019.
Se réclamant de l'esprit franciscain de pauvreté, la communauté vit de dons et accueille notamment des personnes marginales « blessées par la vie » : toxicomanes, anciens détenus, personnes dépressives,. Nicolas Buttet fréquente les milieux d'affaires, notamment les familles Mulliez et Bettencourt à la recherche de soutiens financiers pour son œuvre. Près d'un million d'euros auraient été versés par la Fondation Bettencourt-Schueller. Les familles Leclerc et Michelin figurent aussi parmi les donateurs. Le « train de vie fastueux » de Nicolas Buttet contraste avec l'idéal de pauvreté affiché par sa communauté et vécu par ses membres, dont le fondateur se tient à l'écart.
La fraternité Eucharistein est reconnue en 2008 par Dominique Rey comme association publique de fidèles en vue de devenir une « famille ecclésiale diocésaine de vie consacrée ». Elle s'agrandit : deux prêtres sont ordonnés le 29 mai 2011, à Orsières. Deux autres le 16 juin 2018 à Saint-Maurice : Didier Berthod, ancien athlète, et Johannes de Habsbourg-Lorraine (arrière-petit-fils du dernier empereur d'Autriche Charles Ier). Le frère et la sœur de Johannes de Habsbourg font aussi partie de la communauté. Seize frères et sœurs de la fraternité prononcent leurs vœux définitifs.

## Dérives sectaires
En octobre 2013 est publié « l'Appel de Lourdes » dans lequel une quarantaine de victimes d'abus sexuels et spirituels dans l'Église catholique mettent en cause quatorze « communautés nouvelles » parmi lesquelles figure Eucharistein.
Des dérives sectaires au sein de la Fraternité Eucharistein se font jour : les recours abusifs à l'exorcisme, le rapport ambigu à la médecine et le caractère manipulateur de Nicolas Buttet souligné par d'anciens membres dont plusieurs se sont confiés au père Dominique Auzenet, exorciste dans le diocèse du Mans et connaisseur des dérives sectaires dans l'Église, qui écrit une synthèse à partir de leurs témoignages en 2016. 
Malgré les dérives, il faut attendre la même année pour qu'ait lieu une première enquête canonique dont le rapport pointe « le manque de regard critique sur le fonctionnement de la communauté » par ses membres.
Nicolas Buttet part de la communauté et est remplacé par Cyrille Jacquot élu modérateur de la fraternité en septembre 2020. À cette époque certains membres d'Eucharistein sont épuisés et en grande souffrance psychologique : « sur la quarantaine de membres de la communauté, huit frères et sœurs en situation de burnout, ou en dépression, sont en convalescence à l’extérieur de la communauté. Trois ou quatre sont en questionnement sur la suite de leur engagement ».

### Visite canonique
Une visite canonique est menée début 2021. Son rapport dénonce en juin 2022 à propos de la Fraternité Eucharistein « un système pyramidal, abusif, infantilisant et qui a annulé les personnes dans les diverses dimensions de leur être, en particulier leur psychologie ». Les rapporteurs soulignent la responsabilité du fondateur Nicolas Buttet et déplorent l'« absence de suivi plus fréquent et plus lucide de la part de l’évêché ». Un prêtre appartenant au Tiers-ordre d’Eucharistein « aurait pratiqué des pseudo-exorcismes assortis d’actes sexuels »,. À la suite de ce rapport, la communauté annonce de « gros travaux de restructuration ». Pour cela, deux conseillers du Conseil de la fraternité sont nommés : Benoît-Dominique de La Soujeole, o.p., et Marie Carmen Avila, r.c, afin de suivre la communauté durant un an. 
En janvier 2023, une enquête du journal 24 Heures révèle que Nicolas Buttet « n’a plus le droit de dire la messe, de pratiquer la confession ni même de se rendre dans la fraternité ». Les vœux définitifs de deux sœurs et un frère, prévus le 10 juin 2023, sont reportés sine die par Dominique Rey qui se voit reprocher « une surveillance défaillante » d'Eucharistein,.
En janvier 2024, Nicolas Buttet est relevé de ses vœux religieux à sa demande par François Touvet, évêque coadjuteur du diocèse de Fréjus-Toulon dont dépend la communauté. Bien qu'il ait quitté la fraternité, il reste cependant incardiné comme prêtre dans le diocèse de Fréjus-Toulon. Les responsables d'Eucharistein affirment vouloir « changer la culture communautaire » avec pour but d’obtenir le statut de famille ecclésiale de vie consacrée.

## Implantations
En 2020, la fraternité Eucharistein est composée de 3 maisons : 
- Épinassey, localité de Saint-Maurice (Valais), sur le territoire de l'abbaye du même nom.
- Château-Rima à La Martre (Var, France)
- Château de Beauregard à Saint-Jeoire[27],[28] (Haute-Savoie, France).

De 2004 à 2019, une communauté est présente à Bourguillon, près de Fribourg, à l'institut Philanthropos.

## Principaux apostolats
- Paroisses : animation du secteur pastoral de Comps-sur-Artuby (Var)
- Missions auprès des jeunes : animation de missions et de veillées dans les paroisses et les écoles. La Fraternité Eucharistein offre également à des jeunes la possibilité de vivre une année sabbatique de réflexion, de service et prière, après leur formation professionnelle ou leur maturité[29].
- Accueil des « blessés de la vie » : La Fraternité accueille de nombreux jeunes ayant vécu des problèmes de drogue, d’alcool ou de dépression pour un temps de reconstruction personnelle[30],[29].
- La doctrine sociale de l’Église : groupe Saint Nicolas de Flüe : Une fois par an, une rencontre réunit des personnes engagées dans la vie politique et vie civile pour des témoignages et des formations inspirées par la doctrine sociale de l'Église, et une vie de prière commune[31].
- Écophilos : fondation suisse, née en 2004, dont la conviction est « l’épanouissement de la personne humaine ne s’oppose en rien aux intérêts économiques de l’entreprise ». Cette fondation organise une université d'été et des groupes Écophilos[32],[33],[34].
- Impacthope : autre fondation, qui réalise un appui aux chrétiens (et minorités) persécutés, discriminés ou marginalisés par l'accompagnement et le soutien à des actions et projets de développement intégral, accompagnement des Églises du Sud, renforcement des actions entre Églises, congrégations et organisations communautaires des pays du Sud.
- Animation des équipes d'adoration perpétuelle à Fribourg à l'église des Cordeliers[réf. nécessaire].

## Charisme et style de vie
La vie religieuse de la fraternité est toute centrée sur le Christ-Eucharistie.
La Fraternité s’inspire de : 
- Saint François d’Assise[35] : pour la simplicité évangélique, la joie, l'abandon à la Providence, la vie du travail manuel et la prière.

- Saint Pierre-Julien Eymard : pour l'Adoration du saint-sacrement.

- Saint François de Sales : pour l'enseignement à témoigner de la foi et de l'espérance au cœur du monde.

- Sainte Teresa de Calcutta : pour l'accueil des personnes souffrant de pauvreté morale ou matérielle.